# Scoliacma albescens
Scoliacma albescens là một loài bướm đêm thuộc phân họ Arctiinae, họ Erebidae.